# Area metropolitana di Miami
L'area metropolitana di Miami (conosciuta anche come Grande Miami, South Florida, SoFlo, SoFla, Gold Coast, Tri-County Area, ufficialmente Area Metropolitana Miami-Fort Lauderdale-West Palm Beach) è un'area metropolitana atlantica sulla costa sudest della Florida, negli Stati Uniti d'America. È l'area metropolitana più grande della Florida e la nona area metropolitana degli Stati Uniti per popolazione, con un popolazione stimata di 6.14 milioni di abitanti su una superficie di 15.896 km².
Comprende le tre contee più popolose della Florida: quella di Miami-Dade, quella di Broward e quella di Palm Beach. 
Miami è la città più popolosa nonché centro finanziario e culturale di tutta l'area metropolitana. Altre città comprese sono Fort Lauderdale, West Palm Beach, Pompano Beach, Boca Raton, Sunrise, Deerfield Beach, Miami Beach, Kendall, Doral, Dlray Beach, Jupiter e Palm Beach Gardens.

## Città
Si estende sulle contee di Miami-Dade, Broward e Palm Beach e comprende le seguenti città sopra i 100'000 abitanti:
| Città principali dell'area metropolitana (più di 100.000 abitanti) |             |            |
| Città                                                              | Popolazione | Contea     |
| Miami                                                              | 442,241     | Miami-Dade |
| Hialeah                                                            | 223,109     | Miami-Dade |
| Fort Lauderdale                                                    | 182,760     | Broward    |
| Pembroke Pines                                                     | 171,178     | Broward    |
| Hollywood                                                          | 153,067     | Broward    |
| Miramar                                                            | 134,721     | Broward    |
| Coral Springs                                                      | 133,394     | Broward    |
| Miami Gardens                                                      | 111,640     | Miami-Dade |
| Pompano Beach                                                      | 112,046     | Broward    |
| West Palm Beach                                                    | 117,415     | Palm Beach |
| Davie                                                              | 105,691     | Broward    |

Le città tra 10.000 e 100.000 abitanti sono:
- Aventura
- Belle Glade
- Boca Raton
- Boynton Beach
- Coconut Creek
- Cooper City
- Coral Gables
- Cutler Bay
- Dania Beach
- Davie
- Deerfield Beach
- Delray Beach

- Doral
- Greenacres
- Hallandale Beach
- Hialeah Gardens
- Homestead
- Jupiter
- Lake Worth
- Lauderdale Lakes
- Lauderhill
- Lighthouse Point
- Margate
- Miami Beach

- Miami Lakes
- Miami Springs
- North Lauderdale
- North Miami
- North Miami Beach
- Oakland Park
- Opa-locka
- Palm Beach
- Palm Beach Gardens
- Palm Springs
- Parkland
- Plantation

- Riviera Beach
- South Miami
- Sunrise
- Sunny Isles Beach
- Sweetwater
- Tamarac
- West Park
- Weston
- Wilton Manors

## Trasporti
L'area metropolitana è attraversata da due autostrade principali:
- Interstate 95
- Interstate 75

L'area metropolitana di Miami è una delle più trafficate di tutti gli Stati Uniti per quanto riguarda l'aviazione. È servita da tre grandi aeroporti internazionali.
| Aeroporto                 | Codice IATA | Codice ICAO | Contea     | Stato   |
| ------------------------- | ----------- | ----------- | ---------- | ------- |
| Miami                     | MIA         | KMIA        | Miami-Dade | Florida |
| Fort Lauderdale-Hollywood | FLL         | KFLL        | Broward    | Florida |
| Palm Beach                | PBI         | KPBI        | Palm Beach | Florida |

I porti principali sono il Porto di Miami, Port Everglades, Palm Beach ed il Miami River.